# Delgerhaan (distrikt i Mongoliet, Töv)
Delgerhaan (mongoliska: Дэлгэрхаан Сум, Дэлгэрхаан, Delgerhaan Sum) är ett distrikt i Mongoliet.   Det ligger i provinsen Töv, i den centrala delen av landet, 230 km sydväst om huvudstaden Ulaanbaatar.